# Ogni tuo respiro
Ogni tuo respiro (Breathe) è un film del 2017 diretto da Andy Serkis, al suo debutto da regista, con protagonista Andrew Garfield nei panni di Robin Cavendish, attivista britannico dedito ad aiutare disabili e malati, costretto a vivere paralizzato su una sedia a rotelle e con un respiratore a causa della poliomielite.

## Trama
Robin Cavendish, a cui i medici hanno prognosticato solo tre mesi di vita, dopo essere rimasto paralizzato dal collo in giù dalla poliomielite, contratta all'età di 28 anni, diventa un pioniere dei sostenitori dei diritti dei disabili. Lui e la sua affezionata moglie, Diana Blacker, viaggiano per il mondo per molti anni con la speranza di trasformare in positivo la vita di altri come lui.

## Promozione
Il primo trailer del film viene diffuso il 28 giugno 2017.

## Distribuzione
Il film è stato presentato in anteprima mondiale l'11 settembre 2017 al Toronto International Film Festival e sarà il film d'apertura della 61ª edizione del BFI London Film Festival il 4 ottobre seguente.
La pellicola è stata distribuita nelle sale cinematografiche statunitensi a partire dal 13 ottobre 2017, in quelle britanniche dal 27 ottobre seguente ed in quelle italiane dal 16 novembre dello stesso anno.

## Riconoscimenti
- 2017 - British Independent Film Awards[6]
  - Candidatura per il miglior trucco e acconciature
  - Candidatura per il miglior sonoro
- 2017 - Heartland Film
  - Miglior film
- 2017 - Philadelphia Film Festival
  - Candidatura per il miglior film